# 9-lemma
A 9-lemma egy matematikai, pontosabban homologikus algebrai lemma. A lemma állítása a következő. 
Tekintsük a jobb oldalt látható kommutatív diagramot valamely Abel-kategóriában vagy a csoportok kategóriájában. Ekkor ha mindhárom oszlop egzakt és
- a két alsó sor egzakt, akkor a felső sor is egzakt,
- a felső két sor egzakt, akkor az alsó sor is egzakt,
- a felső és az alsó sor egzaktak, és a középső sorban az {\displaystyle A_{2}\to C_{2}} kompozíció a zéró morfizmus (azaz {\displaystyle \operatorname {im} (A_{2}\to B_{2})\subseteq \ker(B_{2}\to C_{2})}), akkor a középső sor is egzakt (azaz {\displaystyle \operatorname {im} (A_{2}\to B_{2})=\ker(B_{2}\to C_{2})}).

Mivel a diagram szimmetrikus az átlóra, a lemma állítása igaz marad, ha a sorokat és oszlopokat felcseréljük.
A 9-lemma bizonyítható direkt módon diagramvadászattal, illetve következik a kígyó-lemmából.

## Fordítás
- Ez a szócikk részben vagy egészben  a   Nine lemma című angol Wikipédia-szócikk ezen változatának fordításán alapul.  Az eredeti cikk szerkesztőit annak laptörténete sorolja fel. Ez a jelzés csupán a megfogalmazás eredetét és a szerzői jogokat jelzi, nem szolgál a cikkben szereplő információk forrásmegjelöléseként.